# 허사 에어턴
피비 사라 허사 에어턴(Phoebe Sarah Hertha Ayrton, 1854년 4월 28일 – 1923년 8월 26일 )은 영국의 엔지니어, 수학자, 물리학자, 발명가이자 여성 참정권 운동가이다. 어릴 때는 피비 사라 마크스(Phoebe Sarah Marks)로, 성인이 되어서는 허사 에어턴(Hertha Ayrton)으로 알려진 그녀는 전기 아크와 모래와 물의 파문 자국에 대한 연구로 왕립학회에서 휴즈 메달을 수상했다.

## 어린 시절과 교육
허사 에어턴은 1854년 4월 28일 영국 햄프셔 포트시에서 피비 사라 마크스(Phoebe Sarah Marks)라는 이름으로 태어났다. 젊었을 때 그녀는 사라라는 이름을 사용했다. 그녀는 차르 시절의 폴란드(Tsarist Poland)에서 온 이민자인 레비 마크스(Levi Marks)라는 폴란드 유대인 시계 제작자와, 포트시(Portsea)의 유리 상인인 조세프 모스(Joseph Moss)의 딸인 재봉사 앨리스 테레사 모스(Alice Theresa Moss)의 세째 자녀였다. 그녀 아버지는 1861년에 세상을 떠났는데 이때 어머니에게는 일곱 자녀가 있었고 여덟 번째 자녀는 임신한 상태이어서 사라는 어린 동생들을 돌보는 책임을 일부 맡았다.
아홉 살 때 런던 북서부에서 학교를 운영하던 이모들의 초대를 받아 사촌들과 함께 살며 함께 교육을 받았다. 그녀는 동료들과 교사들에게 격렬하고 때로는 거친 성격으로 알려졌다. 사촌들은 에어턴에게 과학과 수학을 소개해 주었다. 16세에는 가정교사로 일했지만 자신의 야망을 포기하지 않았다.
조지 엘리엇이 그녀의 케임브리지 거턴 칼리지 지원을 지원했다. 에어턴은 이곳에서 수학을 공부했고 물리학자 리처드 글레이즈브룩의 지도를 받았다. 그녀는 혈압계를 만들고, 합창단을 이끌었고, 거턴 지역 소방대를 창설했으며, 샬롯 스콧과 함께 수학 동아리를 결성했다. 1880년에 케임브리지 대학에서 수학 트리포스(Mathematical Tripos)를 통과했지만 이 대학에서는 당시 여성에게 정식 학위를 수여하지 않았기 때문에 학위를 수여받지 못했다. 에어턴은 런던 대학교에서 외부 시험(external examination)을 통과하여 1881년에 이학사 학위를 받았다.

## 수학과 전기 공학 분야의 업적
런던으로 돌아온 에어턴은 교육과 자수로 돈을 벌고, 일하는 소녀들을 위한 클럽을 운영하면서 병든 여동생을 돌보았다. 또한 자신의 수학적 기술을 실용화했다. 그녀는 '노팅힐 앤드 일링 고등학교'에서 가르쳤고 수학 문제를 고안하고 해결하는 데도 적극적이었는데, 이 중에서 많은 문제는 《Educational Times》의 "수학적 질문 및 해답"에 게재되었다. 1884년에는 선분을 여러 개의 동일한 부분으로 나누고 그림을 확대 축소하기 위하여 사용하는 공학 설계 도구인 선분 분할기(캘리퍼스)에 대한 특허 를 취득했다. 선분 분할기는 그녀의 첫 번째 주요 발명품이었으며 주로 예술가들이 확대 및 축소하는 데 사용되었지만 건축가와 엔지니어에게도 유용했다. 에어턴의 특허 출원은 루이사 골드스미드(Louisa Goldsmid)와 페미니스트 바바라 보디숀(Barbara Bodichon)에 의해 재정적으로 지원되었다. 이 발명품은 여성 산업 전시회에 전시되었는데 많은 언론의 주목을 받았다. 그녀는 1884년부터 사망할 때까지 26개의 특허를 등록했는데, 5개는 수학 나눗셈기, 13개는 아크 램프 및 전극, 나머지는 공기 추진에 관한 것이었다.
1884년 에어턴은 전기 공학 및 물리학 교육의 선구자이자 왕립 학회 회원인 윌리엄 에드워드 에어턴 교수가 지도한 핀스베리(Finsbury) 기술 대학의 전기에 관한 야간 수업에 참석하기 시작했다. 1885년 5월 6일에 그녀는 자신을 가르쳤던 선생님과 결혼하여 물리학과 전기 실험을 도와 주었다. 그녀는 또한 전기 아크의 특성에 대한 자체 조사를 시작했다.
19세기 후반에 전기 아크 조명은 공공 조명으로 널리 사용되었는데, 전기 아크의 깜박거리고 쉭쉭거리는 특성이 주요 문제였다. 1895년 허사 에어턴은 《The Electrician》지에 일련의 기사를 작성하여 이러한 현상이 아크를 생성하는 데 사용되는 탄소 막대와 접촉하는 산소의 결과로 설명했다. 1899년에 그녀는 IEE( Institution of Electrical Engineers ) 학회에서 자신의 논문을 발표한 최초의 여성이었다. 그녀의 논문 제목은 〈The Hissing of the Electric Arc〉였다. 얼마 지나지 않아 에어턴은 IEE의 첫 여성 회원으로 선출되었다. IEE에 입학한 다음 여성은 1958년 도로시 스미스였다. 그녀는 왕립학회에 논문 발표를 청원했지만 여성이라는 이유로 허락되지 않았고 1901년 존 페리가 대신 〈전기 아크의 메커니즘〉을 발표하였다. 그녀는 또한 1906년 모래와 물의 잔물결 운동에 대한 연구와 전기 아크에 대한 연구 업적으로 협회의 휴즈 메달 상을 수상한 최초의 여성이었다. 19세기 말까지 에어턴의 전기 공학 분야에서의 업적은 국내 및 국제적으로 더 널리 인정받았다. 1899년 런던에서 열린 국제 여성 회의에서 그녀는 물리학 부문을 주재했다. 에어턴은 또한 1900년 파리에서 열린 국제 전기 회의에서 연설했다. 그곳에서 그녀의 성공으로 인해 영국 과학 진흥 협회는 여성이 일반 및 부분 위원회에서 재직할 수 있도록 허락했다.
1902년에 에어턴은, 1895년에서 1896년 사이에 《Electrician》지에 출판된 전기 아크에 대한 그녀의 연구 및 작업을 요약하여 《The Electric Arc》를 출판했다. 이 출판물을 통해 전기 공학 분야에 대한 그녀의 공헌이 확고해지기 시작했다. 그러나 처음에는 적어도 에어턴은 왕립 학회와 같은 권위 있고 전통적인 과학 학회에서 좋은 평가를 받지 못했다. 《The Electric Arc》가 출판된 후 1902년에 에어턴은 저명한 전기 공학자 존 페리에 의해 왕립 학회 회원으로 추천되었다. 그녀의 지원은 기혼 여성이 펠로우가 될 자격이 없다고 선언한 왕립 학회 평의회에서 거절당했다. 그러나 1904년 그녀는 자신의 논문 〈The Origin and Growth of Ripple Marks〉를 발표할 수 있게 되면서 왕립 학회에 앞서 논문을 발표한 최초의 여성이 되었으며 나중에 이 논문은 왕립 학회 회보(Proceedings of the Royal Society)에 게재되었다. 1906년 그녀는 〈전기 아크와 모래 잔물결에 대한 실험적 조사〉로 왕립 학회의 권위 있는 휴즈 메달을 수상했다. 그녀는 1902년부터 물리 과학, 특히 전기 및 자기 또는 그 응용 분야에서 독창적인 발견을 인정하여 매년 수여된 이 상을 다섯 번째로 수상했는데, 2018년 현재 이렇게 영예로운 수상자 두 명의 여성 중 다른 한명은 2008년의 미셸 도허티(Michele Dougherty)이다.

## 여성 참정권의 지지
10대 때 에어턴은 여성 참정권 운동에 깊이 관여하여, 석방된 수감자들과 함께한 축하 행사에 참석한 후 1907년 WSPU(Women's Social and Political Union)에 합류했다. 1909년에 에어턴은 보라색, 흰색, 녹색으로 칠해진 새 모델 자전거를 포함하는 나이츠브리지(Knightsbridge) "색상 작품 여성 전시 및 판매회"의 둘째 날을 열었는데, 가판대와 차 판매 등으로 £5,664를 여성 참정권 운동을 위하여 조성하였다. 에어턴은 에멀린 팽크허스트와 함께 총리를 만나고 1910년 11월 18일( 블랙 프라이데이 )에 대신 그의 개인 비서를 만난 대표단과 함께 있었다. 에어턴은 1912년 크리스타벨 팽크허스트가 몰수를 회피하기 위해 자신의 자금을 그녀의 은행 계좌로 이체하는 것을 허락했으며, 팽크허스트가 투옥 후 강제 급식에서 회복될 때 돌보아 주었다. 1913년 4월 29일 그녀에 대한 형집행을 계속하기 위해 팽크허스트를 다시 체포하려고 시도하였지만, 이러한 시도는 밖에서 피켓을 든 여성 참정권 운동가들에 의해 저지되었다. 그러나 팽크허스트는 결국 더비 경마장에서 왕의 경주마 앞으로 뛰어들어 사망한 에밀리 데이비슨의 장례식에 가는 길에 에어턴의 집 밖에서 다시 체포되었다.
에어턴은 과학자 마리 퀴리의 절친한 친구였으며 딸 이렌 졸리오퀴리에게 수학 수업을 하였다. 마리 퀴리는 여성 참정권 청원서에서 그녀의 이름을 일반적으로 숨기기로 하였지만 에어턴은 참정권 투옥에 대한 항의에 서명하도록 그녀의 딸을 통해서 설득했다.  .
참정권 활동을 통해 동료 참정권 운동가이자 케임브리지 거턴 칼리지의 공동 설립자인 바바라 보디숀(Barbara Bodichon)을 만났다. 보디숀은 에어턴이 거턴 칼리지에 출석할 수 있도록 재정적으로 도왔고 자신의 재산을 에어턴에게 물려주는 것을 포함하여 교육 및 경력 전반에 걸쳐 재정적으로 그녀를 지원했다.

## 노년의 삶과 연구
에어턴은 1901년에서 1926년 사이에 왕립 학회에 7편의 논문을 발표했으며 마지막 논문은 사후에 발표되었다. 그녀는 또한 대영 학회(British Association)와 런던 물리학회(Physical Society)에서 청중들 앞에서 자신의 연구 결과를 발표했다. 물과 공기의 소용돌이에 대한 에어턴의 관심에 의해서 에어턴의 선풍기, 즉 플래퍼(flapper)를 착안하게 되고, 이는 1차 세계 대전 중에 독과 악취를 제거하기 위해 참호에서 사용되었다. 에어턴은 전쟁청(War Office)에 이를 제안하여 1년 동안 투쟁하여 1916년에 군대에서 사용하게 되었다. 에어턴은 그 생산을 조직화했는데, 플래퍼는 서부 전선에서 100,000개 이상 사용되었다.
에어턴은 1919년 국제 여대생 연맹(International Federation of University Women)과 1920년 전국 과학 노동자 연합(National Union of Scientific Workers)의 창립을 도왔다.
그녀는 1923년 8월 26일 서섹스의 노스랜싱에 있는 뉴코티지에서 벌레에 물려 폐혈증으로 사망했다.

## 사생활
허사 에어턴은 불가지론자였다. 10대에 그녀는 조직화된 종교를 비판한 앨저넌 찰스 스윈번이 지은 시의 여자 주인공 이름을 따서 "Hertha"라는 이름을 채택했다.
1885년에 에어턴은 그녀의 과학적 노력을 지지했던 물리학자이자 전기 공학자로 홀아비였던 윌리엄 에드워드 에어턴과 결혼했다. 에어턴은 1886년에 태어난 딸의 이름을 바바라 보디숀 에어턴(1886-1950)으로 지어서 바바라 보디숀에게 경의를 표했다. 딸은 "바비"라고 불렸는데 나중에 노동당 의원이되었다. 그녀의 딸의 아들은 예술가 마이클 에어턴이다.
허사와 윌리엄 에어턴은 1893년 밀스(Mills)의 어머니 에밀리 "마이니" 어니스트 벨(Emily "Mynie" Ernest Bell)이 사망한 후 예술가이자 참정권자인 어니스틴 밀스의 후견인 역할을 했다. 그녀의 아버지이자 작가인 토마스 에반스 벨은 1887년에 사망했다. 그들은 가깝게 지냈는데 1915년 5월에 허사 에어턴은 켄싱턴에 있는 밀스의 뒷마당에서 '가스 방지 팬'을 테스트했다. 이후 제1차 세계대전 당시 영국 전선 참호에서 유독한 화학 가스를 제거하는 장치로 채택되었다. 이 이야기는 윌리엄과 그의 첫 번째 부인인 의사 마틸다 채플린 에어턴의 딸로 에어턴의 의붓 딸인 에디스 장윌(Edith Zangwill)이 1924 년에 쓴 소설 《The Call》의 한 장면으로 삽입되었다.

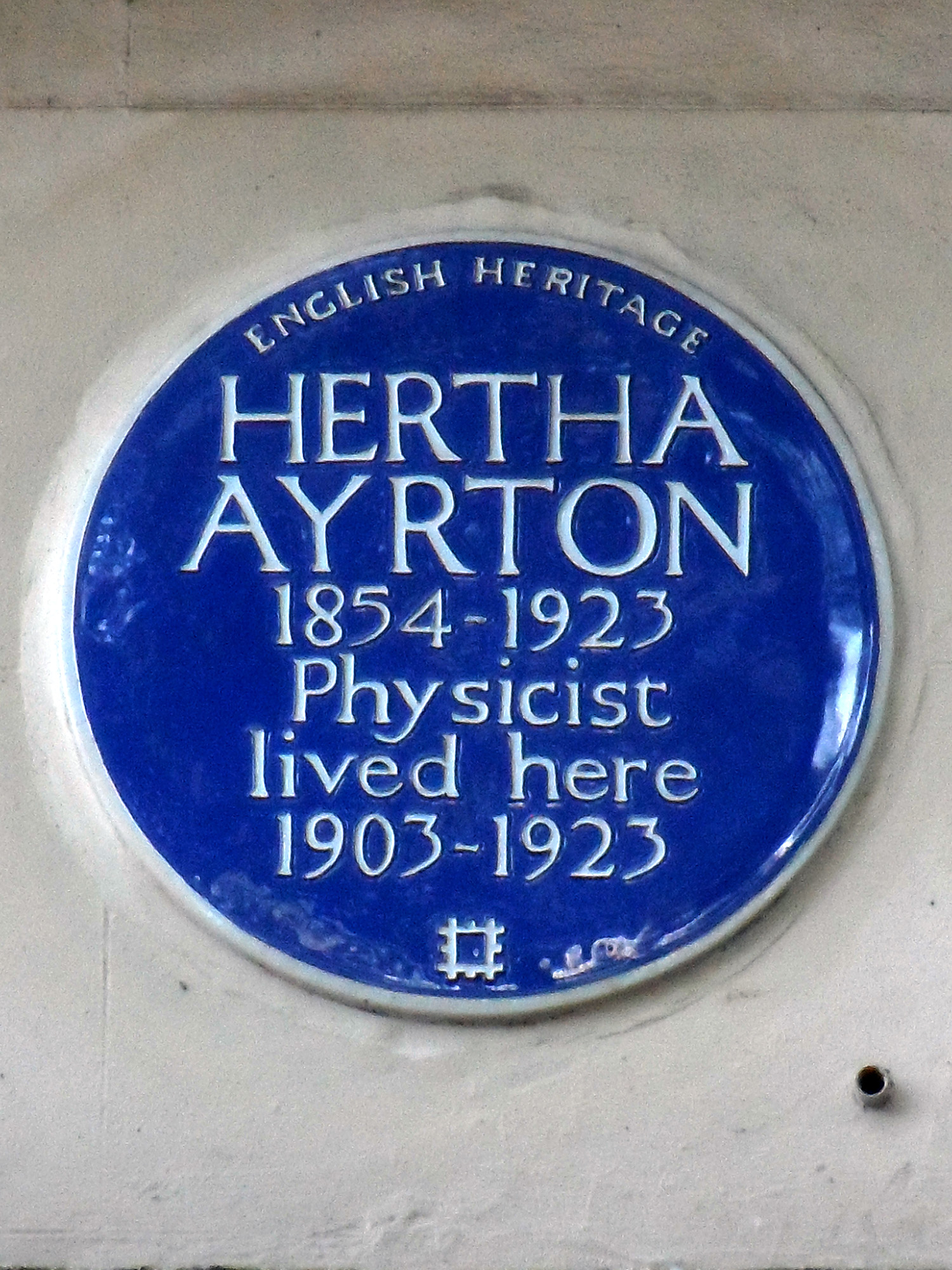
패딩턴 노포크 스퀘어 41의 에어턴의 집에 2007년 영국의 유산 청색 명패가 부착되었다.

## 기념
- 1923년 그녀가 사망한 지 2년 후, 에어턴의 평생 친구인 오틸르 핸콕(Ottillie Hancock)이 거턴 칼리지에 허사 에어턴 연구 장학금(Hertha Ayrton Research Fellowship)을 기부했다.[7] 이 장학금은 현재까지 지속되고 있다.[28]
- 2007년에 공개된 청색 명패는 패딩턴의 노퍽 스퀘어 41번지에서 에어턴을 기념하고 있다.[29]
- 2009년 파나소닉 신탁에서는 신탁 25주년을 기념하기 위해 허사 마크스 에어턴 펠로우십(Hertha Marks Ayrton Fellowship)을 발족했다. 장학금의 목적은 적절한 자격을 갖춘 엔지니어가 특별히 지속 가능한 개발 또는 기타 환경 기술 관련 정규 석사 학위 과정을 공부하도록 지원함으로써 엔지니어링 직업에서 소외된 그룹의 추가 교육을 촉진하는 것이다.[30]
- 2010년 왕립 학회의 여성 펠로우 패널과 과학 역사가들은 에어턴을 과학 역사상 가장 영향력 있는 영국 여성 10인 중 한 명으로 선정했다.[31]
- 2015년 영국 과학사 협회에서는 웹 프로젝트와 과학사에서의 디지털 참여에 대해 에어턴 상을 제정했다. 이것은 대영 도서관의 프로젝트인 보이스 오브 사이언스 보관됨 2021-04-10 - 웨이백 머신 에 첫 상을 수여했다.[32]
- 2016년 4월 28일, 구글사의 홈페이지에서는 구글 두들로 에어턴의 162번째 생일을 기념했다.[33]
- 2016년 케임브리지 대학 위원회는 노스웨스트 케임브리지 개발 사업의 물리적 특징을 표시하기 위해 에어턴의 이름 사용을 승인했다.[34]
- 에어턴의 〈The Origin and Growth of Ripple Marks〉 논문은 거턴 칼리지 2016-2017의 상주 예술가인 옐레나 포포바의 〈Ripple-Marked Radiance〉 태피스트리에 영감을 주었다.[35]
- 2017년 셰필드 할람 대학교에서는 새로운 STEM 센터의 이름을 에어턴으로 명명했다.[36]
- 2018년 2월, 포츠머스 퀸 스트릿에서는 에어턴을 기리기 위해 청색 명패가 공개되었다.[37][38][39] 이 도시는 또한 우편번호 PO1 3DS 지역에서 그녀의 이름을 딴 거리를 The Hard에서 자랑하고 있다.[40][37]
- 2019년 9월, 영국 정부는 최대 10억 파운드의 지원 자금으로 허사 에어턴 기금을 시작하여 개발도상국이 최신 첨단 기술에 접근하여 배출량을 줄이고 글로벌 기후 변화 목표를 달성할 수 있도록 했다.[41]
- 2021년 9월 영국 포츠머스 국제항에서는 최근 확장된 정박지의 기념 명칭으로 'The Ayrton Berth'를 지정하였다.[42]

## 허사 에어턴 연구 장학금 수상자
장학금 수령자 중에는 지질 학자 도로시 헬렌 레이어 (1936-1938)가 있다.

## 같이 보기
- 과학계 여성의 타임라인

## 추가 자료
- Reminiscences of Hertha Ayrton by A. P. Trotter in CWP at UCLA
- Johnson, James (1909). “Women Inventors and Discoverers”. 《Cassier's Magazine》: 548–553.
- Joan Mason (2006) "Hertha Ayrton" in OUT OF THE SHADOWS: Contributions of 20th Century Women to Physics Nina Byers and Gary Williams, ed., Cambridge University Press.
- Glenis Moore (1986). “Hertha Ayrton – first lady of the IEE”. 《Electronics and Power》 32 (8): 583. doi:10.1049/ep.1986.0353.
- Hertha Ayrton, 1854-1923, A Memoir by Evelyn Sharp, Edward Arnold & Co., 1 January 1926